# Ильясов, Везиргельды Омарович
Везиргельды Омарович Ильясов (туркм. Wezirgeldi Omarowiç Ylýasow, 18 января 1992, Гум-Даг, Туркменистан) — туркменский футболист, центральный полузащитник ашхабадского «Алтын асыра» и национальной сборной Туркменистана.

## Биография
Родился 18 января 1992 года в туркменском городе Гум-Даг Балканской области.
В классическом футболе выступает на позиции центрального полузащитника. Начинал карьеру в футбольном клубе «Едиген» (МТТУ), затем выступал за «Алтын асыр». В 2018—2019 годах играл за туркменский «Ахал» из Аннау, дважды выигрывал в его составе серебро чемпионата страны (в 2018 и 2019 годах). Участвовал в Кубке АФК, провёл полностью 14 матчей, забил 1 мяч.
В феврале 2020 года перешёл в узбекский «Кызылкум» из Зарафшана на правах свободного агента вместе с партнёром по центру обороны «Ахала» и сборной Туркменистана Абды Бяшимовым. Контракт Ильясова рассчитан до конца декабря 2021 года. 1 марта 2020 года Ильясов дебютировал в узбекской Суперлиге с поражением 1:3 против «Насафа». В августе 2020 года он покинул узбекский клуб и после этого оставался без игровой практики.
В апреле 2021 года перешёл в «Алтын асыр».

## Сборная

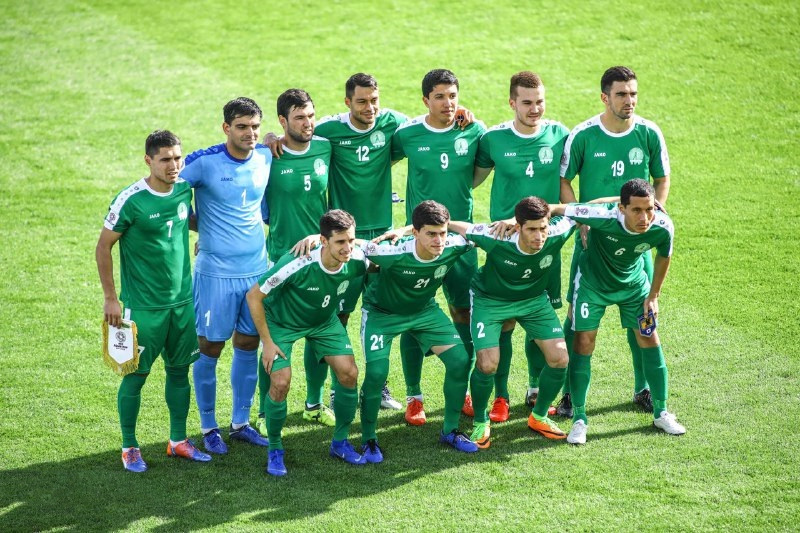
Ильясов (№ 5) со сборной Туркменистана на Кубке Азии-2019 в ОАЭ

С 2018 года стал привлекаться в национальную сборную Туркменистана. 9 января 2019 года дебютировал в сборной Туркменистана в первом матче Кубка Азии-2019 против сборной Японии (1:3). Всего на счету Ильясова 10 матчей за сборную Туркменистана.

## Достижения
"Ахал"
- Серебряный призёр чемпионата Туркменистана (2): 2018, 2019.